# Peziza sepiatra
Peziza sepiatra är en svampart som beskrevs av Cooke 1875. Peziza sepiatra ingår i släktet Peziza och familjen Pezizaceae.   Inga underarter finns listade i Catalogue of Life.